# Galleria Alberto Sordi

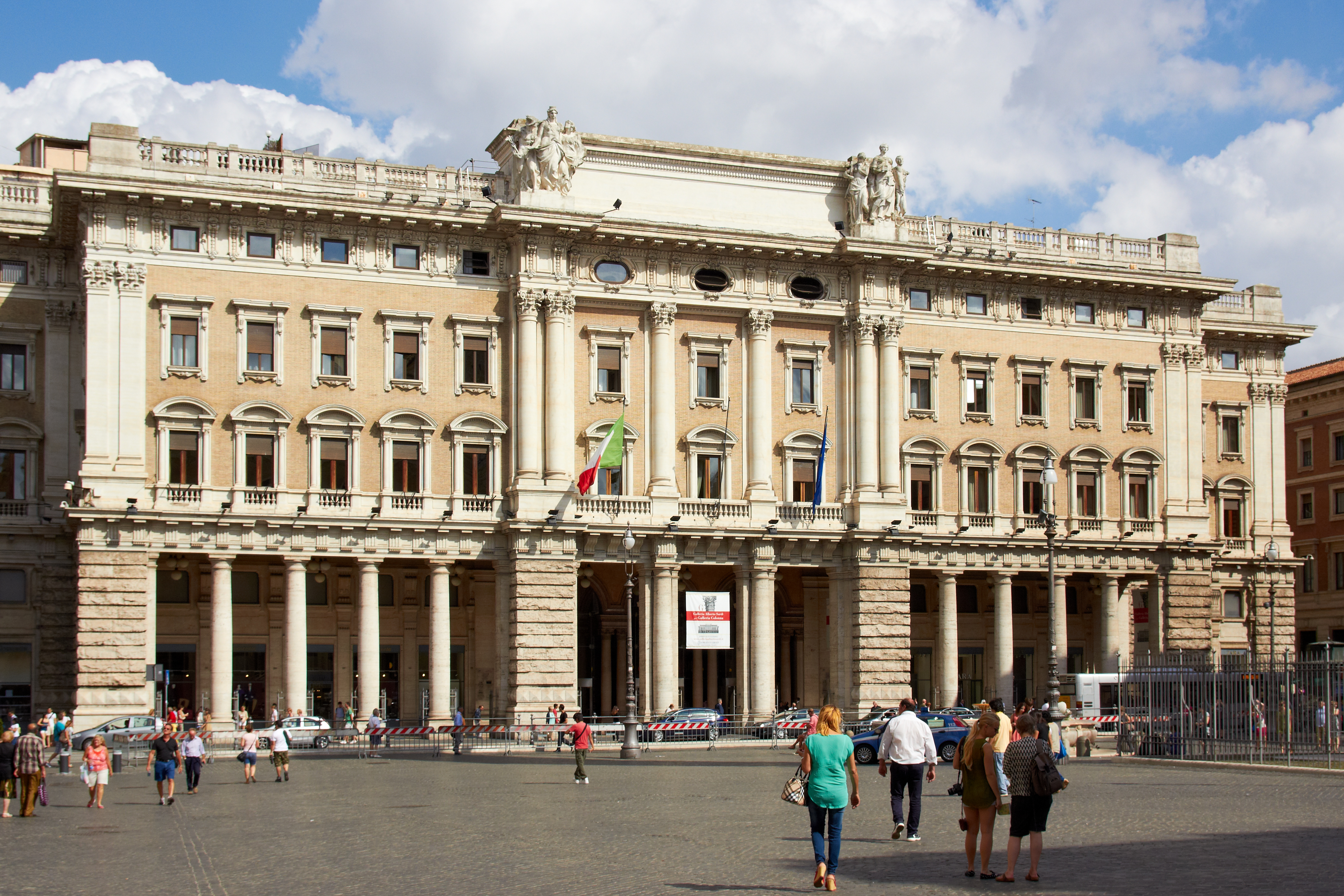
Galleria Alberto Sordi, von der Piazza Colonna aus gesehen

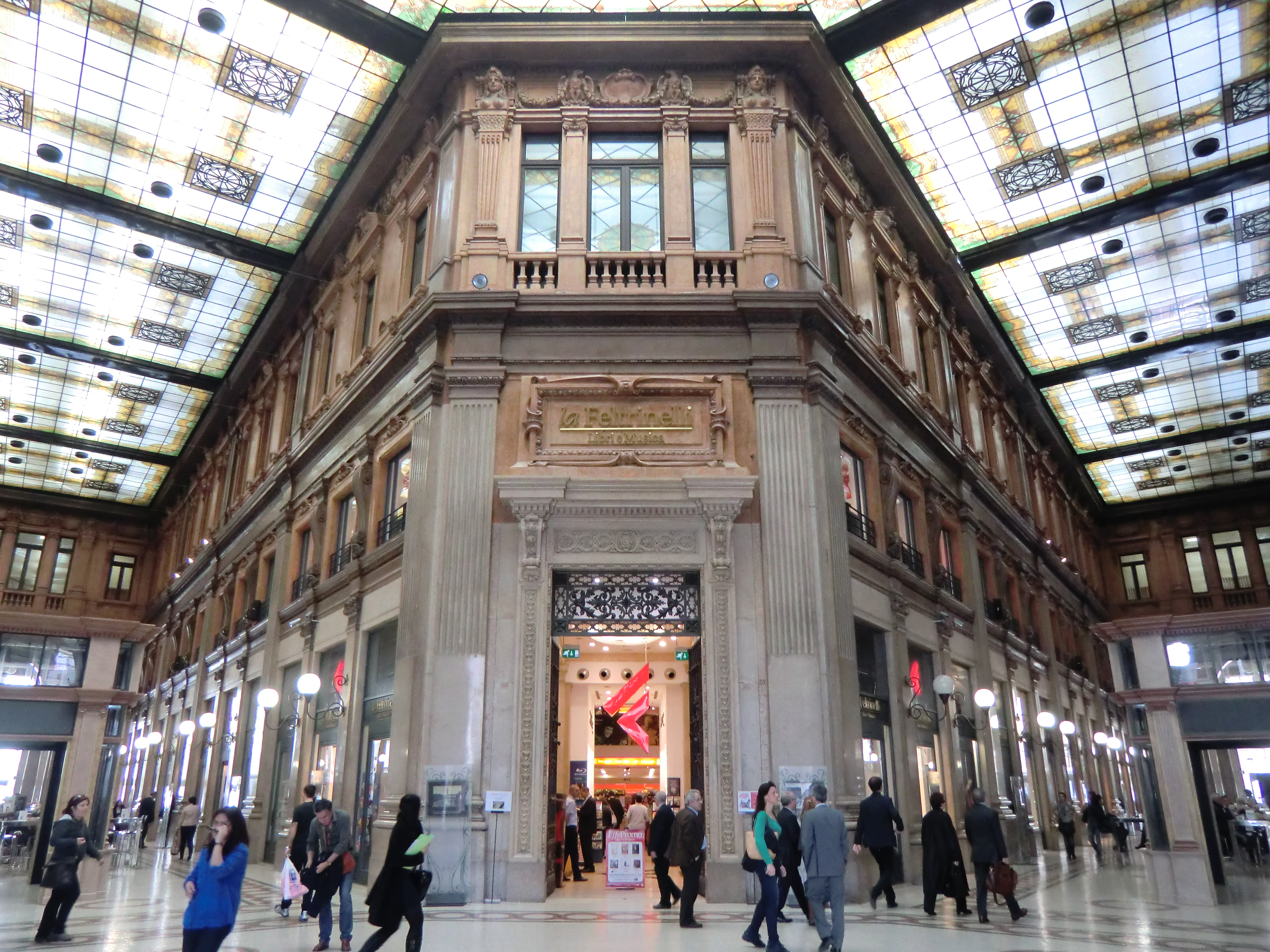
Innen

Die Galleria Alberto Sordi ist eine 1922 eröffnete Einkaufsgalerie im Zentrum der italienischen Hauptstadt Rom. Sie liegt an der Via del Corso und an der Piazza Colonna gegenüber dem Palazzo Chigi, dem Amtssitz des italienischen Ministerpräsidenten.
Die Galerie wurde bis 2003 Galleria Colonna genannt und dann nach dem in jenem Jahr verstorbenen Schauspieler, Regisseur und Drehbuchautor Alberto Sordi benannt.

## Geschichte
Den Platz der Galleria nahm jahrhundertelang der Palast der Fürsten von Piombino ein. Nachdem sich 1871 im nahen Palazzo Montecitorio die italienische Abgeordnetenkammer eingerichtet hatte, wollte man das Gebäudeensemble um die Piazza Colonna und damit den Platz selbst würdiger gestalten. Gegen erheblichen Widerstand der Eigentümer wurde der Palazzo Piombino abgerissen; die Eigentümer wurden mit dem Palazzo Margherita entschädigt, in dem sich heute die Botschaft der Vereinigten Staaten befindet. Erst 1908 konnte man sich auf den späteklektischen Entwurf des Architekten Dario Carbone einigen. Die Galleria Colonna wurde am 20. Oktober 1922 eröffnet, die Arbeiten zogen sich aber noch bis 1940 hin. Der ursprüngliche Name bezog sich auf die Mark-Aurel-Säule (Colonna di Marco Aurelio) auf der Piazza Colonna („Säulenplatz“).

## Inneres
In dem nahezu quadratischen Gebäude bilden zwei Ladenpassagen ein gedachtes V, dessen Spitze sich am Haupteingang und damit an der Via del Corso und an der Piazza Colonna befindet. Die beiden hinteren Enden der Passagen sind an der Via Santa Maria in Via. Abseits der Passagen hat das Gebäude sieben Etagen, davon ein Untergeschoss. Teile der Galleria werden von der italienischen Regierung genutzt. In der Ladenpassage befindet sich neben etlichen Geschäften und Cafés eine in Rom sehr bekannte Feltrinelli-Buchhandlung (direkt an der V-Spitze).
Die Galleria wurde zwischen 2000 und 2003 umfassend renoviert und nach Alberto Sordi benannt.
Die Galleria Alberto Sordi hat in Rom in etwa die Bedeutung wie die Galleria Vittorio Emanuele II in Mailand und die Galleria Umberto I in Neapel, ist aber kleiner als letztere Einkaufspassagen.

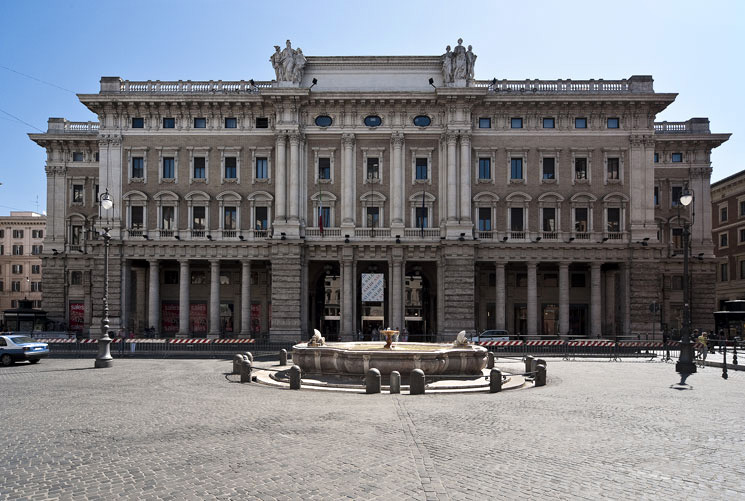
Fassade
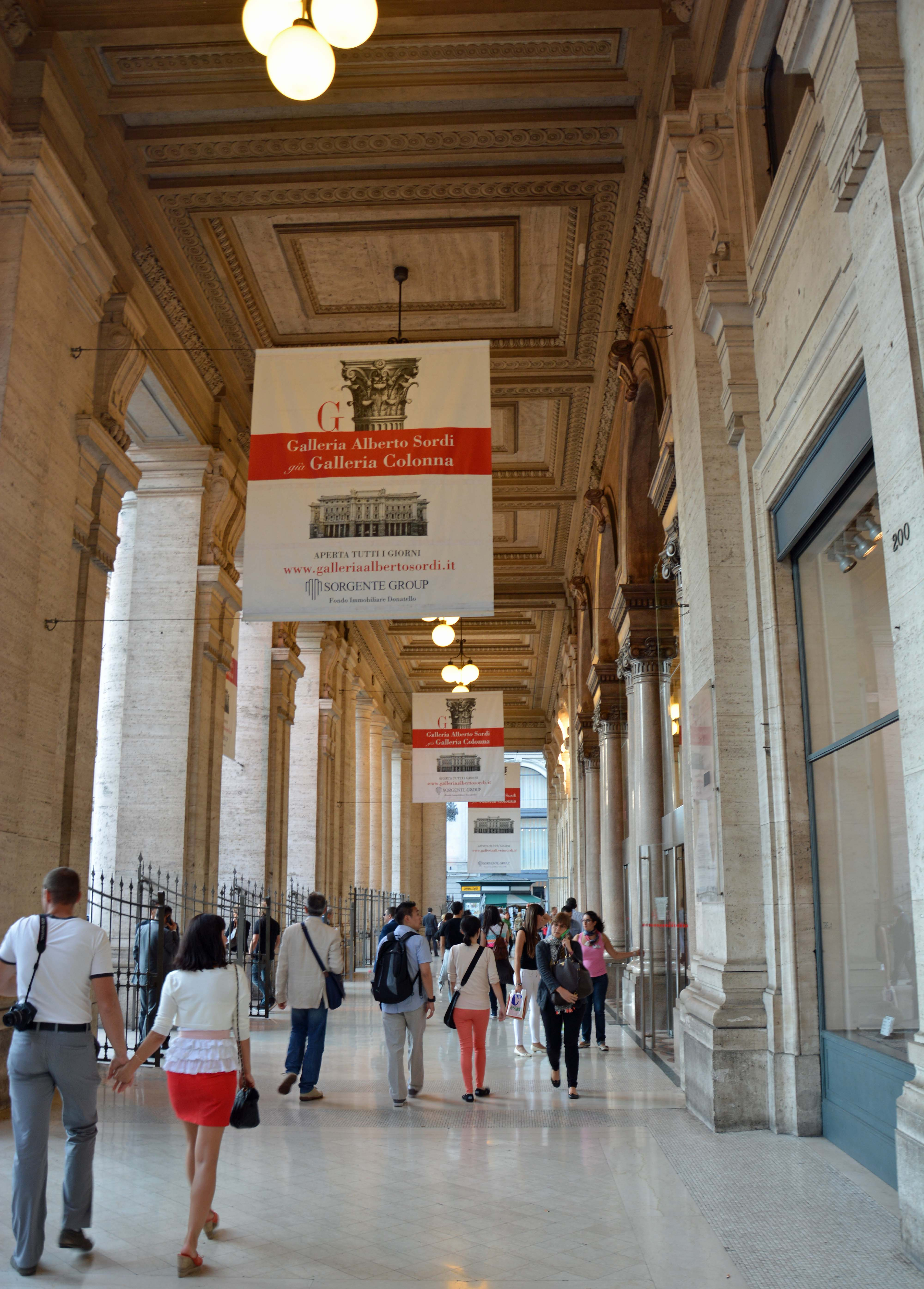
Kolonnade an der Via del Corso
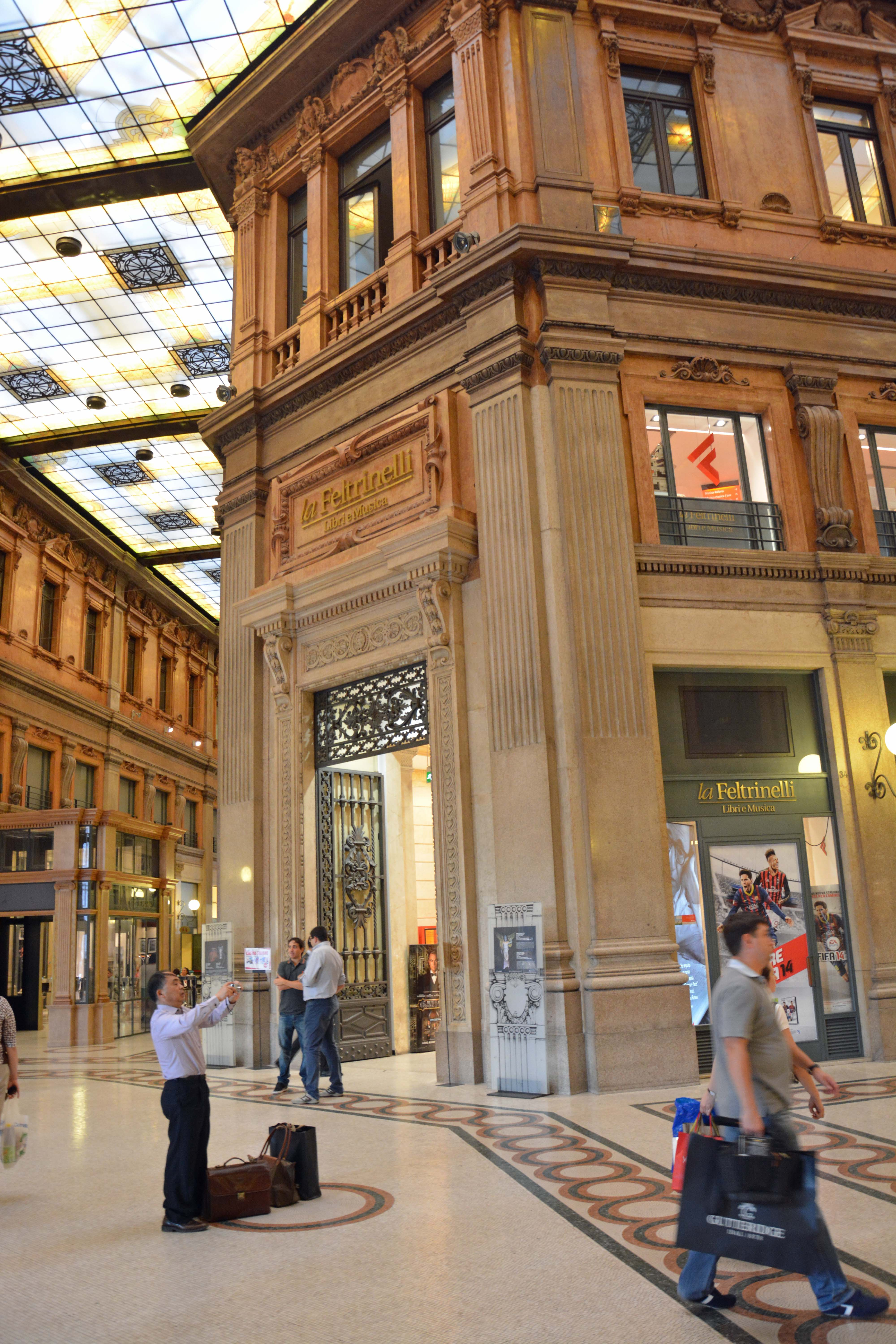
Feltrinelli-Buchhandlung
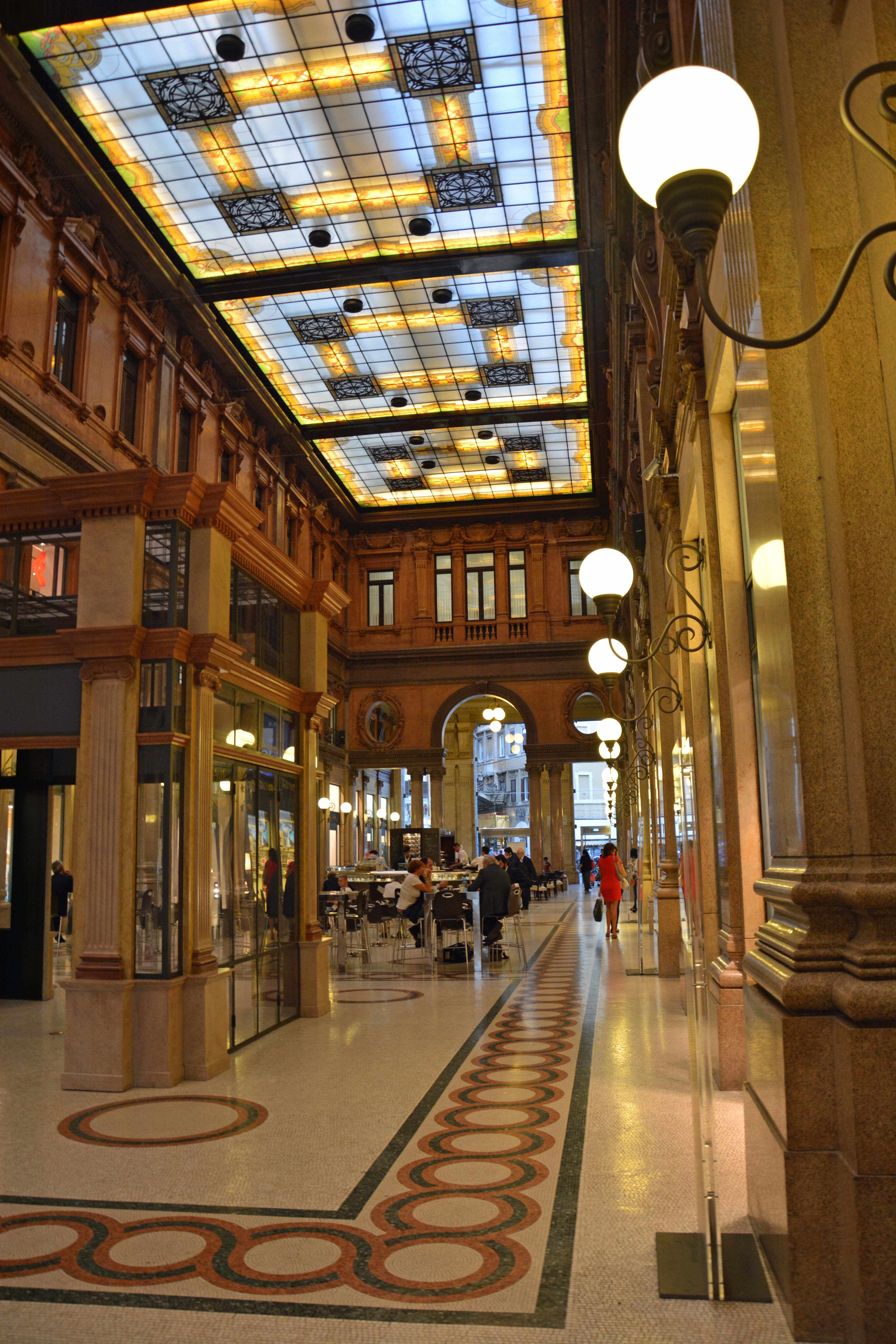
Inneres